# Том и Джери (филм, 2021)
„Том и Джери“ или „Том и Джери: Филмът“ (на английски: Tom & Jerry/Tom & Jerry: The Movie) е американска игрална компютърна анимация от 2021 година, базиран е на едноименните герои и анимационната поредица, създадени от Уилям Хана и Джоузеф Барбера, продуциран от Уорнър Анимейшън Груп и е разпространен от Уорнър Брос Пикчърс. Това е вторият пълнометражен филм, базиран на героите след „Том и Джери: Филмът“ през 1992 година.
Филмът е режисиран от Тим Стори, по сценарий на Кевин Костело. Във филма участват Клоуи Грейс Морец, Майкъл Пеня, Колин Джост, Роб Дилейни и Кен Джонг, а озвучаващия състав се състои от Ники Джам, Боби Канавале и Лил Рел Хауъри, Заглавните герои са озвучени от Уилям Хана, Мел Бланк и Джун Форей чрез архивни аудио записи, както и Франк Уелкър, Каиджи Танг и Андре Солюзо (докато героите са вписани като себе си в надписите).
Първоначално е замислен като игрално/компютърно-анимационен филм през 2009 г., филмът изпада в ад на развитието, като плановете в крайна сметка се пренасочват към продуциране на изцяло анимационен филм, в същия дух като оригиналните театрални късометражни филмчета, през 2015 г. През 2018 г. филмът отново става игрално-анимиран хибрид, използващ късометражните филми като вдъхновение, с анимацията, продуцирана от Уорнър Анимейшън Груп, като снимките започват през 2019 г.
„Том и Джери“ е пуснат театрално от Уорнър Брос Пикчърс в Съединените щати на 26 февруари 2021 г. с едномесечно едновременно излъчване на HBO Max. Получи негативни отзиви от критиците, които критикуваха човешките герои и сценария. Той спечели повече от $127 милиона с бюджет от $79 милиона.

## Актьорски състав
| Актьор            | Роля                                       |
| ----------------- | ------------------------------------------ |
| Клоуи Грейс Морец | Кейла Форестър                             |
| Майкъл Пеня       | Терънс Мендоса                             |
| Колин Джост       | Бен                                        |
| Палави Шарда      | Прита Мехта                                |
| Роб Дилейни       | Господин Хенри Дюбро                       |
| Джордан Болджър   | Камерън                                    |
| Патси Феран       | Джой                                       |
| Кен Джонг         | Шеф Джаки                                  |
| Даниел Адегбойега | Гейвин, портиер на хотел „Роял Гейт“       |
| Кристина Чонг     | Лола, рецепционистка на хотел „Роял Гейт“. |
| Аджай Кхабра      | Господин Мехта, бащата на Прита            |
| Соми де Суца      | Госпожа Мехта, майка на Прита              |
| Камилия Арфедсън  | Линда Периботъм                            |
| Осуна             | Член на сватбата                           |
| Паоло Бонолис     | Гост на сватбата                           |

### Анимационен и озвучаващ състав
- Том – себе си, който е сива котка и враг на Джери. В началото на филма, той се опитва да се представи като уличен музикант, който играе на пианото. По-късно е нает от Кейла да се отърве от Джери в хотела. Той е вписан във финалните надписи, кредитиран като „Томас Д. Кет като себе си“. Той не говори във филма, но в една песен е озвучен от Т-Пейн.[9]
- Джери – себе си. Той е пакостлива домашна мишка, враг на Том, който се настанява в хотела. Джери е вписан във финалните надписи, кредитиран като „Джеръми А. Маус като себе си“. Той не говори във филма, но озвучаващия актьор Андре Солюзо каза, че е „способен да озвучи Джери по някой малък начин“, въпреки че „не може да говори много“.[10]

| Актьор           | Роля                                                                                                 |
| ---------------- | --- |
| Боби Канавале    | Спайк, груб американски булдог и враг на Том.                                                        |
| Ники Джем        | Бъч, недружелюбна черна котка, която е лидер на банда улични котки в Манхатън и редовно тормози Том. |
| Пластик Кюп Бойз | Уличните котки                                                                                       |
| Лил Рел Хауъри   | Ангелския и дяволския Том, ангел и дявол до рамото на Том.                                           |
| Уткарш Амбудкар  | Плъхът от недвижимите имоти                                                                          |
| Брок Бейкър      | Друпи                                                                                                |
| Тим Стори        | Гълъб говорител                                                                                      |

## Продукция

### Разработка
Плановете за пълнометражен филм „Том и Джери“ са обявени през 2009 г. след успеха на „Алвин и чипоносковците“. Идеята е да се проследи зараждането на култовите герои на фона на Чикаго. Филмът ще се продуцира от Дан Лин по сценарий на Ерик Гравнинг.
На 6 април 2015 г. става ясно, че филмът няма да е игрален, а анимационен, като Том ще бъде осиновен от семейство, което се нанася в нова къща, в която живее Джери.

### Снимачен процес
Снимачният процес стартира през юли 2019 г. във Уорнър Брос Студиос. Филмът е заснет от оператора Алън Стюарт. Снимките приключват преди локдауна в отговор на коронавирусната пандемия.

### Анимация
Анимацията е дело на „Фреймстор“, които наемат 3D аниматори за разработка на 2D анимация. Някои от аниматорите преди това са работили по „Кой натопи Заека Роджър“ и „Космически забивки“.

### Музика
На 22 юли 2020 г. става ясно, че обичайният композитор на Тим Стори, Кристофър Ленърц, ще композира музиката на филма. Албумът е пуснат от „Уотъртауър Мюзик“ на 12 февруари 2021 г.

## Пускане

### По кината и стрийминг
„Том и Джери“ е пуснат в Съединените щати на 26 февруари 2021 г. от Уорнър Брос Пикчърс по кината и за един месец стрийминг по HBO Max.
Филмът е достъпен под наем на 16 април, докато Warner Bros. Home Entertainment го пуска на DVD, Blu-ray на 18 май 2021 г. Филмът е отново добавен по HBO Max на 15 юли 2021 г.

## В България
В България филмът е пуснат на 19 февруари 2021 г. от „Александра Филмс“.
През лятото на 2021 г. е издаден на Blu-Ray диск за домашна употреба със субтитри и дублаж на български език.
На 9 януари 2022 г. е излъчен за първи път по „Ейч Би О“, където също е достъпен в „Ейч Би О Макс“ през март 2023 г., но в средата на 2023 г. е премахнат.
На 31 декември 2023 г. се излъчва премиерно по „Би Ти Ви“ с разписание неделя от 12:30 ч.